# Норм Джонсон (хокеїст)
Норм Джонсон (англ. Norm Johnson, 27 листопада 1932, Мус-Джо — 22 березня 2016, Портленд) — канадський хокеїст, що грав на позиції центрального нападника.

## Ігрова кар'єра
Професійну хокейну кар'єру розпочав 1950 року.
Протягом професійної клубної ігрової кар'єри, що тривала 22 років, грав здебільшого за команди другорядних північноамериканських ліг, в НХЛ провів лише чотири сезони, по два в «Бостон Брюїнс» та «Чикаго Блекгокс».